# هوآ یوانجیا
هُوآ یوانجیا (انگلیسی: Huo Yuanjia؛ ۱۸ ژانویهٔ ۱۸۶۸–۹ اوت ۱۹۱۰) یا به‌عبارت صحیح‌تر خوآ یوان‌جیا (چینی: 霍元甲) یک رزمی‌کار و قهرمان اهل چین بود.
او یکی از بنیان‌گذاران «انجمن قهرمانی چین‌وو» در شانگهای محسوب می‌شود.
وی یکی از استادان هنر رزمیِ «میزونگ‌یی» بود و بابت شکست‌دادن حریفان خارجی در مسابقات تبلیغاتی و در دورانی که حاکمیت ملت چین تحت سایهٔ امپریالیسم و اعطای امتیازات استعماری تضعیف و فرسوده شده بود، شهرت کشوری دارد و در چین یک قهرمان میهنی محسوب می‌شود.
به‌سبب وجههٔ قهرمان‌گونه‌ای که او دارد، زندگی‌اش آمیخته به روایات اساطیری و افسانه‌ای شده است و به‌سختی می‌توان آنها را از رخدادهای واقعی جدا کرد.